# Liste der Stolpersteine in Gießen
Die Liste der Stolpersteine in Gießen führt die vom Künstler Gunter Demnig verlegten Stolpersteine in der Universitätsstadt Gießen in Hessen auf, die an das Schicksal der Menschen erinnern, die im Nationalsozialismus ermordet, deportiert, vertrieben oder in den Suizid getrieben wurden. In der folgenden Übersicht werden die auf dem Stadtgebiet 126 verlegten Stolpersteine an 46 Verlegeorten (40× Gießen, 1× Kleinlinden und 5× Wieseck) der ersten fünf Verlegeaktionen dokumentiert. Die Tabelle ist teilweise sortierbar; die Grundsortierung erfolgt alphabetisch nach dem Verlegungsort. Die seit 2006 tätige Koordinierungsgruppe Stolpersteine in Gießen weist auf ihrer Homepage insgesamt 168 Stolpersteine an 60 Orten nach neun Verlegungen nach (Stand Okt. 2022).

## Gießen

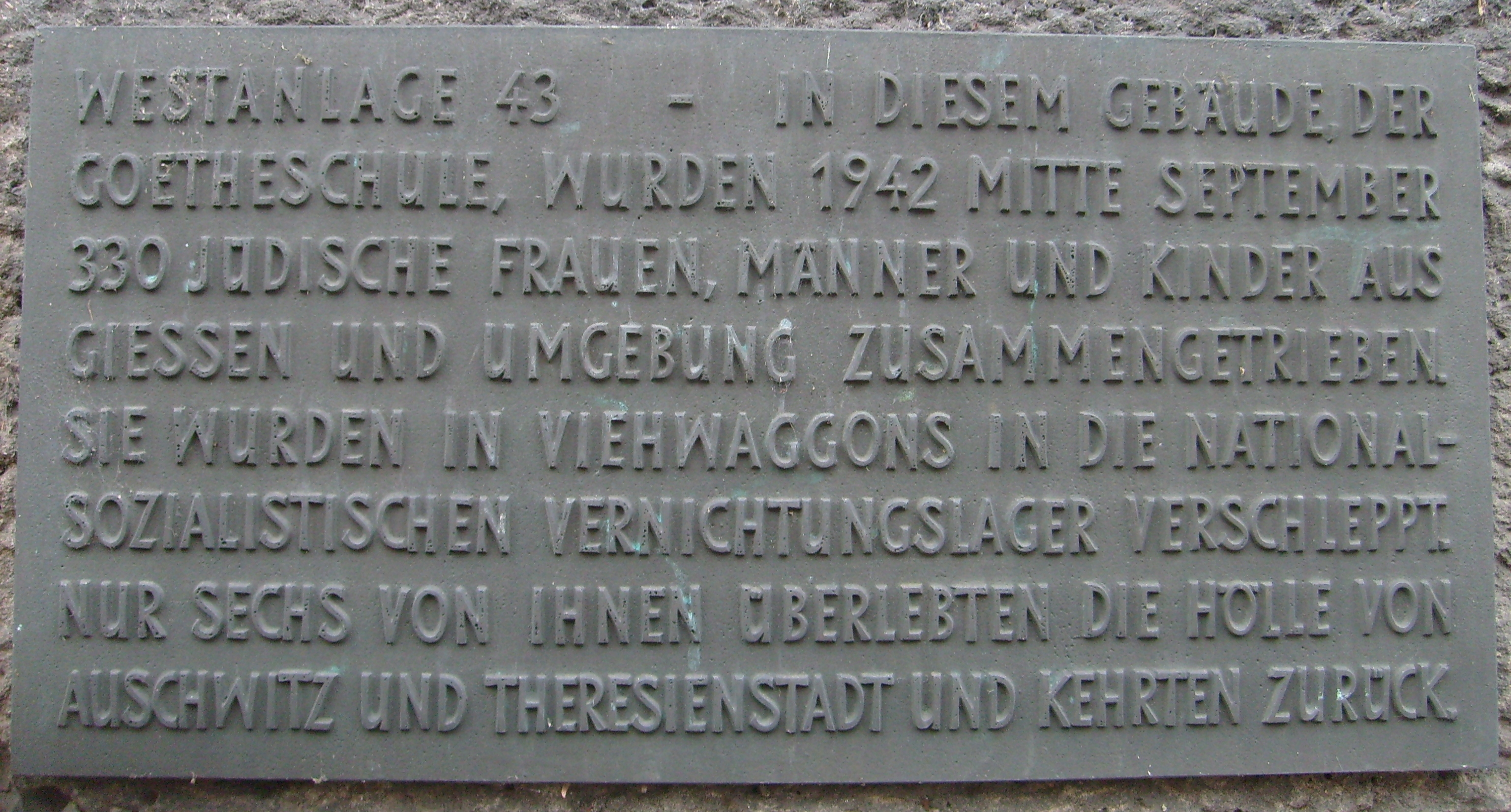
Gedenktafel Deportation Gießener Juden an der Goetheschule

Bereits im Mittelalter bestand in Gießen jüdisches Leben. Ab 1887 gab es in Gießen zwei jüdische Gemeinden, die liberale Israelitische Religionsgemeinde und die orthodoxe Israelitische Religionsgesellschaft. Zum Zeitpunkt der nationalsozialistischen Machtergreifung zählte die Stadt Gießen 855 jüdische Einwohner. Auf Grund der Folgen des wirtschaftlichen Boykotts, der zunehmenden Entrechtung, den Repressalien und der Reichspogromnacht von 1938, bei der die beiden Synagogen den Flammen zu Opfer fielen, wurden am 31. August 1937 noch 358 jüdische Einwohner gezählt. Zwischen 1939 und 1941 wurden die verbliebenen jüdischen Familien in sogenannte „Judenhäuser“ in der Liebigstraße 33 und 37, Marburger Straße 44, Asterweg 53 und Alter Wetzlarer Weg 17 (ehem. Wetzlarer Weg 17) zwangsweise zusammengelegt. 1942 lagen diese in der Walltorstraße 42 und 48 und in der Landgrafenstraße 8. Die „Endlösung der Judenfrage“ in Gießen sah zum 14. September 1942 die Ghettoisierung der letzten 141 noch in Gießen lebenden jüdischen Personen sowie aus Orten der Umgebung (neun aus Wieseck, 180 aus weiteren Orten) in einem Massenquartier in der Goetheschule (Westanlage 43) vor, bevor diese zwei Tage später über den Güterbahnhof deportiert wurden. Die Deportation erfolgte mehrheitlich über Darmstadt in die Vernichtungslager des Ostens, teilweise in das Ghetto Theresienstadt. Des Weiteren wurden von Januar bis März 1941 265 Menschen aus der Heil- und Pflegeanstalt Gießen zur Ermordung nach Hadamar gebracht.
| Bild                                                                         | Name                                 | Standort                                                         | Verlegedatum  | Inschrift | Leben |
| ---------------------------------------------------------------------------- | ------------------------------------ | ---------------------------------------------------------------- | ------------- | --- | --- |
|                                                                              | Franz Soetbeer                       | Alicenstraße 6                                                   | 8. Sep. 2010  | HIER WOHNTE DR.FRANZ SOETBEER JG. 1870 DENUNZIERT VERHAFTET 1943 TOT 1943 IM GESTAPO-HAUS GIESSEN                                                               | * 1870 in Altona, denunziert, verhaftet am 26. März 1943, tot im Gestapo-Haus in Gießen am 27. März 1943 |
|                                                                              | Isidor Berliner                      | Alicenstraße 16                                                  | 8. Sep. 2010  | HIER WOHNTE ISIDOR BERLINER JG. 1887 DEPORTIERT 1942 ERMORDET IN TREBLINKA                                                                                      | * 1887 in Westheim, deportiert am 30. September 1942 ab Darmstadt, ermordet in Treblinka |
|                                                                              | Helene Berliner, geb. Levi           | Alicenstraße 16                                                  | 8. Sep. 2010  | HIER WOHNTE HELENE BERLINER GEB. LEVI JG. 1892 DEPORTIERT 1942 ERMORDET IN TREBLINKA                                                                            | * 1892 in Gießen, deportiert am 30. September 1942 ab Darmstadt, ermordet in Treblinka |
|                                                                              | Rebekka Aaron, geb. Rosenthal        | Alicenstraße 40                                                  | 8. Sep. 2010  | HIER WOHNTE REBEKKA AARON GEB. ROSENTHAL JG. 1870 DEPORTIERT 1942 THERESIENSTADT ERMORDET 11.1.1943                                                             | * 1870 in Philippstein, deportiert am 27. September 1942 ab Darmstadt nach Theresienstadt, ermordet 11. Januar 1943 |
|                                                                              | Marcus Rosenthal                     | Alicenstraße 40                                                  | 8. Sep. 2010  | HIER WOHNTE MARCUS ROSENTHAL JG. 1865 DEPORTIERT 1942 THERESIENSTADT ERMORDET 8.1.1943                                                                          | * 1865 in Philippstein, deportiert am 27. September 1942 ab Darmstadt nach Theresienstadt, ermordet am 8. Januar 1943 |
|                                                                              | Ludwig Rosenthal                     | Alicenstraße 40                                                  | 8. Sep. 2010  | HIER WOHNTE DR.LUDWIG ROSENTHAL JG. 1900 VERHAFTET 1938 BUCHENWALD DEPORTIERT 1942 ERMORDET IN TREBLINKA                                                        | * 1900 in Philippstein, verhaftet 1938 Buchenwald, deportiert am 30. September 1942 ab Darmstadt, ermordet in Treblinka |
|                                                                              | Rosa Rosenthal, geb. Reich           | Alicenstraße 40                                                  | 8. Sep. 2010  | HIER WOHNTE ROSA ROSENTHAL GEB.REICH JG. 1874 DEPORTIERT 1942 THERESIENSTADT ERMORDET 8.1.1943                                                                  | * 1874 in Wohnfurt, deportiert am 27. September 1942 ab Darmstadt nach Theresienstadt, ermordet am 8. Januar 1943 |
| (Pate: Partnerschaftsverein Gießen-Netanya)                                  | Isidor Sonneborn                     | Alter Wetzlarer Weg 15 (ehem. Wetzlarer Weg 15)                  | 12. Feb. 2009 | HIER WOHNTE ISIDOR SONNEBORN JG. 1880 DEPORTIERT 1942 THERESIENSTADT ERMORDET                                                                                   | * 1880, deportiert 1942 nach Theresienstadt, ermordet |
| (Pate: Partnerschaftsverein Gießen-Netanya)                                  | Rosa Sonneborn, geb. Kuder           | Alter Wetzlarer Weg 15 (ehem. Wetzlarer Weg 15)                  | 12. Feb. 2009 | HIER WOHNTE ROSA SONNEBORN GEB. KUDER JG. 1871 DEPORTIERT 1942 THERESIENSTADT ERMORDET 6.7.1943                                                                 | * 1871, deportiert 1942 nach Theresienstadt, ermordet am 6. Juni 1943 in Theresienstadt |
| (Pate: Partnerschaftsverein Gießen-Netanya)                                  | Michael Beifus                       | Alter Wetzlarer Weg 17 (ehem. Wetzlarer Weg 17)                  | 12. Feb. 2009 | HIER WOHNTE MICHAEL BEIFUS JG. 1881 DEPORTIERT 1942 TREBLINKA ERMORDET                                                                                          | * 1881, deportiert 1942 nach Theresienstadt, ermordet |
| (Pate: Partnerschaftsverein Gießen-Netanya)                                  | Hedwig Beifus, geb. Stern            | Alter Wetzlarer Weg 17 (ehem. Wetzlarer Weg 17)                  | 12. Feb. 2009 | HIER WOHNTE HEDWIG BEIFUS GEB.STERN JG. 1881 DEPORTIERT 1942 THERESIENSTADT ERMORDET                                                                            | * 1881, deportiert 1942 nach Theresienstadt, ermordet |
|                                                                              | Moses Bauer                          | Asterweg 53                                                      | 17. Okt. 2023 | HIER WOHNTE MOSES BAUER JG. 1876 DEPORTIERT 1942 ERMORDET IN THERESIENSTADT                                                                                     | |
|                                                                              | Ida Bauer                            | Asterweg 53                                                      | 17. Okt. 2023 | HIER WOHNTE IDA BAUER GEB. JOSEPH JG. 1889 DEPORTIERT 1942 THERESIENSTADT 1944 AUSCHWITZ ERMORDET                                                               | |
|                                                                              | Margot Bauer                         | Asterweg 53                                                      | 17. Okt. 2023 | HIER WOHNTE MARGOT BAUER JG. 1913 FLUCHT 1934 PALÄSTINA | |
|                                                                              | Helmut Bauer                         | Asterweg 53                                                      | 17. Okt. 2023 | HIER WOHNTE HELMUT BAUER JG. 1916 FLUCHT 1937 PALÄSTINA | |
|                                                                              | Hilde Bauer                          | Asterweg 53                                                      | 17. Okt. 2023 | HIER WOHNTE HILDE BAUER JG. 1918 FLUCHT 1934 PALÄSTINA | |
|                                                                              | Abraham Bermann                      | Asterweg 53                                                      | 17. Okt. 2023 | HIER WOHNTE ABRAHAM BERMANN JG. 1874 DEPORTIERT 1942 THERESIENSTADT ERMORDET 16.12.1942                                                                         | |
|                                                                              | Wolf Willi Reinstein                 | Asterweg 53                                                      | 17. Okt. 2023 | HIER WOHNTE WOLF WILLI REINSTEIN JG. 1875 DEPORTIERT 1942 THERESIENSTADT ERMORDET 9.5.1943                                                                      | |
|                                                                              | Emma Reinstein                       | Asterweg 53                                                      | 17. Okt. 2023 | HIER WOHNTE EMMA REINSTEIN GEB. LAZARUS JG. 1885 DEPORTIERT 1942 THERESIENSTADT 1944 AUSCHWITZ ERMORDET                                                         | |
|                                                                              | Ludwig Stern                         | Bahnhofstraße 2                                                  | 16. März 2016 | HIER WOHNTE LUDWIG STERN JG. 1877 DEPORTIERT 1942 THERESIENSTADT BEFREIT                                                                                        | |
|                                                                              | Betty Stern                          | Bahnhofstraße 2                                                  | 16. März 2016 | HIER WOHNTE BETTY STERN GEB. STEINBERGER JG. 1878 DEPORTIERT 1942 THERESIENSTADT ERMORDET 17.5.1944                                                             | |
|                                                                              | Louis Katz                           | Bahnhofstraße 14                                                 | 23. März 2016 | HIER WOHNTE LOUIS KATZ JG. 1876 DEPORTIERT 1942 THERESIENSTADT ERMORDET 20.12.1944                                                                              | |
|                                                                              | Anna Katz                            | Bahnhofstraße 14                                                 | 23. März 2016 | HIER WOHNTE ANNA KATZ GEB. COHN JG. 1883 DEPORTIERT 1942 THERESIENSTADT ERMORDET 28.10.1942                                                                     | |
|                                                                              | Sally Katz                           | Bahnhofstraße 14                                                 | 23. März 2016 | HIER WOHNTE SALLY KATZ JG. 1878 DEPORTIERT 1942 ERMORDET IM BESETZTEN POLEN                                                                                     | |
|                                                                              | Paula Katz                           | Bahnhofstraße 14                                                 | 23. März 2016 | HIER WOHNTE PAULA KATZ GEB. NATHAN JG. 1896 DEPORTIERT 1942 ERMORDET IM BESETZTEN POLEN                                                                         | |
|                                                                              | Ludwig Bock                          | Bahnhofstraße 34                                                 | 26. Aug. 2013 | HIER WOHNTE LUDWIG BOCK JG. 1881 FLUCHT 1941 USA ÜBERLEBT | |
|                                                                              | Henry Bock                           | Bahnhofstraße 34                                                 | 26. Aug. 2013 | HIER WOHNTE HENRY BOCK JG. 1911 VERHAFTET 1935 FLUCHT 1936 FRANKREICH INTERNIERT DRANCY DEPORTIERT 1944 ERMORDET IN AUSCHWITZ                                   | |
|                                                                              | Minna Bock geb. Sternberg            | Bahnhofstraße 34                                                 | 26. Aug. 2013 | HIER WOHNTE MINNA BOCK GEB. STERNBERG JG. 1888 FLUCHT 1938 USA ÜBERLEBT                                                                                         | |
|                                                                              | Nathan Goldschmidt                   | Bahnhofstraße 58                                                 | 25. Juni 2021 | HIER WOHNTE NATHAN GOLDSCHMIDT JG. 1891 DEPORTIERT 1942 ERMORDET IM BESETZTEN POLEN                                                                             | |
|                                                                              | Lina Goldschmidt                     | Bahnhofstraße 58                                                 | 25. Juni 2021 | HIER WOHNTE LINA GOLDSCHMIDT GEB. STERN JG. 1888 DEPORTIERT 1942 ERMORDET IM BESETZTEN POLEN                                                                    | |
|                                                                              | Helene Goldschmidt                   | Bahnhofstraße 58                                                 | 25. Juni 2021 | HIER WOHNTE HELENE GOLDSCHMIDT JG. 1920 DEPORTIERT 1942 PIASKI ERMORDET                                                                                         | |
|                                                                              | Ruth Regina Goldschmidt              | Bahnhofstraße 58                                                 | 25. Juni 2021 | HIER WOHNTE RUTH REGINA GOLDSCHMIDT JG. 1922 DEPORTIERT 1942 ERMORDET IM BESETZTEN POLEN                                                                        | |
|                                                                              | Berta Hildegard Goldschmidt          | Bahnhofstraße 58                                                 | 25. Juni 2021 | HIER WOHNTE BERTA HILDEGARD GOLDSCHMIDT JG. 1927 DEPORTIERT 1942 ERMORDET IM BESETZTEN POLEN                                                                    | |
| (Pate: Gaby Rehnelt)                                                         | Helene Wallach                       | Bismarckstraße 14 (Eckhaus Ludwigstraße)                         | 13. Feb. 2009 | HIER WOHNTE HELENE WALLACH JG. 1881 DEPORTIERT 1942 TREBLINKA ERMORDET                                                                                          | * 1881, deportiert 1942 nach Theresienstadt, ermordet |
| (Paten: Friedel Kriechbaum und Mehmet Tanriverdi)                            | Hermann Michel                       | Bleichstraße 28                                                  | 12. Feb. 2009 | HIER WOHNTE HERMANN MICHEL JG. 1865 VERHAFTET 1938 BUCHENWALD TOT AN HAFTFOLGEN 2.12.1940                                                                       | * 1865, verhaftet, 1938 Buchenwald, gestorben an Haftfolgen am 2. Dezember 1940 |
| (Paten: Friedel Kriechbaum und Mehmet Tanriverdi)                            | Franziska Michel, geb. Schiff        | Bleichstraße 28                                                  | 13. Feb. 2009 | HIER WOHNTE FRANZISKA MICHEL GEB. SCHIFF JG. 1873 GEDEMÜTIGT/ENTRECHTET FLUCHT IN DEN TOD 21.11.1941                                                            | * 1873, gedemütigt – entrechtet, Flucht in den Tod 21. November 1941 |
|                                                                              | Johanna Rosenbaum                    | Dammstraße 32                                                    | 25. Juni 2021 | HIER WOHNTE JOHANNA ROSENBAUM GEB. KAHN JG. 1878 DEPORTIERT 1942 ERMORDET IM BESETZTEN POLEN                                                                    | |
|                                                                              | Manfred Rosenbaum                    | Dammstraße 32                                                    | 25. Juni 2021 | HIER WOHNTE MANFRED ROSENBAUM JG. 1905 FLUCHT 1933 FRANKREICH INTERNIERT DRANCY DEPORTIERT 1942 AUSCHWITZ 1944 BUCHENWALD BEFREIT TOT AN HAFTFOLGEN 22.5.1945   | |
|                                                                              | Siegmund Rosenbaum                   | Dammstraße 32                                                    | 25. Juni 2021 | HIER WOHNTE SIEGMUND ROSENBAUM JG. 1874 DEPORTIERT 1942 THERESIENSTADT ERMORDET 15.1.1943                                                                       | |
|                                                                              | Sophie Süssel Charak                 | Dammstraße 44                                                    | 25. Juni 2021 | HIER WOHNTE SOPHIE SÜSSEL CHARAK JG. 1894 DEPORTIERT 1942 ERMORDET IM BESETZTEN POLEN                                                                           | |
|                                                                              | Leon Charak                          | Dammstraße 44                                                    | 25. Juni 2021 | HIER WOHNTE LEON CHARAK JG. 1899 FLUCHT BELGIEN FRANKREICH INTERNIERT DRANCY DEPORTIERT 1942 ERMORDET IN AUSCHWITZ                                              | |
|                                                                              | Ursula Balser                        | Friedensstraße 14                                                | 26. Aug. 2013 | HIER WOHNTE URSULA BALSER JG. 1933 SEIT 1938 PATIENTIN IN VERSCHIEDENEN HEILANSTALTEN 'VERLEGT' 13.4.1943 HEILANSTALT IDSTEIN ERMORDET 11.5.1943                | |
|                                                                              | Lotte Herrnbrodt                     | Friedensstraße 25                                                | 26. Aug. 2013 | HIER WOHNTE LOTTE HERRNBRODT JG. 1920 EINGEWIESEN 1938 HEILANSTALT GIESSEN 'VERLEGT' 1939 HEILANSTALT GODDELAU ERMORDET 1941                                    | |
| (Pate: Ursa Baur-Weigand)                                                    | Heinrich Will                        | Friedrichstraße 8                                                | 12. Feb. 2009 | HIER WOHNTE HEINRICH WILL JG. 1895 VERHAFTET 1942 HINGERICHTET 19.2.1943 ZUCHTHAUS PREUNGESHEIM                                                                 | Heinrich Will (* 27. August 1895 in Treis/Lumda; † 19. Februar 1943 im Gestapo-Gefängnis Frankfurt-Preungesheim) war ein deutscher Kunstmaler. Will wirkte vorwiegend in Gießen bis zu seiner Hinrichtung durch den Volksgerichtshof wegen „Vorbereitung zum Landesverrat“ und Abhörens von „Feindsendern“. |
| (Pate: Ursa Baur-Weigand)                                                    | Elisabeth Henriette Will, geb. Klein | Friedrichstraße 8                                                | 12. Feb. 2009 | HIER WOHNTE ELISABETH WILL GEB. KLEIN JG. 1901 VERHAFTET 1942 FRAUENZUCHTHAUS ZIEGENHAIN DEPORTIERT 1942 AUSCHWITZ ERMORDET                                     | * 1901, verhaftet, 1942 Frauenzuchthaus, deportiert 1942 nach Auschwitz, ermordet |
|                                                                              | Hedwig Burgheim                      | Gartenstraße 30                                                  | 22. Okt. 2009 | HIER WOHNTE UND LEHRTE HEDWIG BURGHEIM JG. 1887 DEPORTIERT 1943 ERMORDET IN AUSCHWITZ                                                                           | * 1887, deportiert 1943 ab Leipzig nach Auschwitz, ermordet |
|                                                                              | Berthold Kann                        | Grünberger Straße 8                                              | 26. Aug. 2013 | HIER WOHNTE BERTHOLD KANN JG. 1863 DEPORTIERT 1942 THERESIENSTADT ERMORDET 17.12.1942                                                                           | |
|                                                                              | Lina Kann, geb. Weil                 | Grünberger Straße 8                                              | 26. Aug. 2013 | HIER WOHNTE LINA KANN GEB. WEIL JG. 1865 DEPORTIERT 1942 THERESIENSTADT ERMORDET 11.6.1944                                                                      | |
|                                                                              | Mathilde Kann, geb. Speier           | Grünberger Straße 8                                              | 26. Aug. 2013 | HIER WOHNTE MATHILDE KANN GEB.SPEIER JG. 1872 DEPORTIERT 1942 THERESIENSTADT ERMORDET 2.1.1943                                                                  | |
|                                                                              | Margarete Hofmann, geb. Heinz        | Gutenbergstraße 23                                               | 26. Aug. 2013 | HIER WOHNTE MARDARETE HOFMANN GEB.HEINZ JG. 1896 EINGEWIESEN 1927 HEILANSTALT GIESSEN 1941 WEILMÜNSTER 'VERLEGT' 24.4.1941 HADAMAR ERMORDET 24.4.1941 AKTION T4 | |
| (Paten: Erika und Michael Beltz, Gießen)                                     | Hans Rosenbaum                       | Katharinengasse 11                                               | 26. Aug. 2013 | HIER WOHNTE HANS ROSENBAUM JG. 1903 IM WIDERSTAND/ROTE HILFE VERHAFTET 1937 ´VORBEREITUNG ZUM HOCHVERRAT´ ZUCHTHAUS BUTZBACH ERMORDET 27.2.1945 NORDHAUSEN      | |
|                                                                              | Ludwig Rosenbaum                     | Kirchenplatz 8                                                   | 23. März 2016 | HIER WOHNTE LUDWIG ROSENBAUM JG. 1879 DEPORTIERT 1942 THERESIENSTADT BEFREIT                                                                                    | |
|                                                                              | Johanna Rosenbaum                    | Kirchenplatz 8                                                   | 23. März 2016 | HIER WOHNTE JOHANNA ROSENBAUM GEB. HIRSCH JG. 1888 DEPORTIERT 1942 THERESIENSTADT ERMORDET 17.3.1944                                                            | |
|                                                                              | Irma Salomon                         | Kirchenplatz 8                                                   | 23. März 2016 | HIER WOHNTE IRMA SALOMON JG. 1911 DEPORTIERT 1943 ERMORDET IN AUSCHWITZ                                                                                         | |
|                                                                              | Renée Rosenbaum                      | Kirchenplatz 8                                                   | 23. März 2016 | HIER WOHNTE RENÉE ROSENBAUM JG. 1913 DEPORTIERT 1942 ERMORDET IM BESETZTEN POLEN                                                                                | |
|                                                                              | Moritz Rosenbaum                     | Kirchenplatz 8                                                   | 23. März 2016 | HIER WOHNTE MORITZ ROSENBAUM JG. 1876 DEPORTIERT 1942 THERESIENSTADT ERMORDET 2.7.1943                                                                          | |
|                                                                              | Prof. Dr. Franz Soetbeer             | Klinikstraße 29                                                  | 6. Sep. 2023  | HIER PRAKTIZIERTE/LEHRTE DR. FRANZ SOETBEER JG. 1870 ENTZUG DER LEHRBEFUGNIS 1936 DENUNZIERT VERHAFTET 1943 TOT 1943 IM GESTAPO-HAUS GIESSEN                    | |
|                                                                              | Valentina Kusnezowa                  | Klinikstraße 29                                                  | 6. Sep. 2023  | HIER BEHANDELT VALENTINA KUSNEZOWA JG. 1926 WEISSRUSSLAND ZWANGSARBEITERIN EINGEWIESEN 10.1.1944 'VERLEGT' 13.6.1944 HADAMAR ERMORDET 16.6.1944                 | |
|                                                                              | Elise Reitz, geb. Schmidt            | Krofdorfer Straße 26                                             | 22. Okt. 2009 | HIER WOHNTE ELISE REITZ GEB. SCHMIDT JG. 1881 AUS ‘HEILANSTALT’ WEILMÜNSTER EINGEWIESEN 1941 IN ‘HEILANSTALT’ HADAMAR ERMORDET 24.4.1941                        | * 1881, eingewiesen, 21. März 1941 Anstalt Weilmünster, 24. April 1941 Anstalt Hadamar, ermordet 24. April 1941 |
|                                                                              | Hugo Elsoffer                        | Landgrafenstraße 8                                               | 22. Okt. 2009 | HIER WOHNTE HUGO ELSOFFER JG. 1878 VERHAFTET 1933 BUCHENWALD DEPORTIERT 1942 ERMORDET IN TREBLINKA                                                              | * 1878, verhaftet 1938 Buchenwald Nr. 23174, deportiert am 30. September 1942 ab Darmstadt nach Treblinka, ermordet |
|                                                                              | Johanna Elsoffer, geb. Cohen         | Landgrafenstraße 8                                               | 22. Okt. 2009 | HIER WOHNTE JOHANNA ELSOFFER GEB. COHEN JG. 1883 DEPORTIERT 1942 ERMORDET IN TREBLINKA                                                                          | * 1883, deportiert am 30. September 1942 ab Darmstadt nach Treblinka, ermordet |
|                                                                              | Louise Kamins-Scheer, geb. Elsoffer  | Landgrafenstraße 8                                               | 22. Okt. 2009 | HIER WOHNTE LOUISE KAMINS-SCHEER GEB. ELSOFFER JG. 1909 FLUCHT USAbr />ÜBERLEBT                                                                                 | * 1909, Flucht USA, dort Lehrerin |
|                                                                              | Ruth Edith Chambré, geb. Elsoffer    | Landgrafenstraße 8                                               | 22. Okt. 2009 | HIER WOHNTE RUTH EDITH CHAMBRE GEB. ELSOFFER JG. 1911 FLUCHT 1933 FRANKREICH 1935 PALÄSTINA ÜBERLEBT                                                            | * 1911, Flucht 1934 Südfrankreich, 1935 Palästina, trifft dort Jugendfreund Ernst Ludwig Chambré, Lich, mit ihm USA |
|                                                                              | Johanna Sander, geb. Jochsberger     | Landgrafenstraße 8                                               | 22. Okt. 2009 | HIER WOHNTE JOHANNA SANDER GEB.JOCHSBERGER JG. 1876 DEPORTIERT 1942 THERESIENSTADT ÜBERLEBT                                                                     | * 1876, deportiert am 27. September 1942 ab Darmstadt nach Theresienstadt, überlebte |
|                                                                              | Bertha Sander                        | Landgrafenstraße 8                                               | 22. Okt. 2009 | HIER WOHNTE BERTHA SANDER JG. 1900 DEPORTIERT 1942 ERMORDET IN TREBLINKA                                                                                        | * 1900, deportiert am 30. September 1942 ab Darmstadt nach Treblinka, ermordet |
|                                                                              | Flora Michaelis, geb. Sander         | Landgrafenstraße 8                                               | 22. Okt. 2009 | HIER WOHNTE FLORA MICHAELIS GEB. SANDER JG. 1903 FLUCHT FRANKREICH ÜBERLEBT                                                                                     | * 1903, Flucht Frankreich, 1946 Nizza, 1947 Beausoleil, Departement Alpes-Maritimes |
|                                                                              | Ludwig Rosenthal                     | Liebigstraße 13                                                  | 2. Feb. 2023  | HIER WOHNTE LUDWIG ROSENTHAL Jg. 1867 DEPORTIERT 1942 THERESIENSTADT ERMORDET 14.2.1943                                                                         | |
|                                                                              | Berta Bella Rosenthal                | Liebigstraße 13                                                  | 2. Feb. 2023  | HIER WOHNTE BERTA BELLA ROSENTHAL GEB. HEILBRUNN JG. 1880 DEPORTIERT 1942 THERESIENSTADT ERMORDET 9.8.1944                                                      | |
|                                                                              | Rosa Ettlinger                       | Liebigstraße 33                                                  | 2. Feb. 2023  | HIER WOHNTE ROSA ETTLINGER GEB. STERNBERG JG. 1884 DEPORTIERT 1942 ERMORDET IM BESETZTEN POLEN                                                                  | |
|                                                                              | Gustav Sternberg                     | Liebigstraße 33                                                  | 2. Feb. 2023  | HIER WOHNTE GUSTAV STERNBERG JG. 1887 DEPORTIERT 1942 ERMORDET IM BESETZTEN POLEN                                                                               | |
|                                                                              | Helene Hammerschlag                  | Liebigstraße 33                                                  | 2. Feb. 2023  | HIER WOHNTE HELENE HAMMERSCHLAG GEB. BARNASS JG. 1891 VERHAFTET GEFÄNGNIS GIESSEN 1942 RAVENSBRÜCK ERMORDET 7.10.1942 AUSCHWITZ                                 | |
| (Paten: Wolfgang Müller, Bärbel Rosenstock, Erika Hartmann und Fritz Brandl) | Siegfried Kann                       | Liebigstraße 37                                                  | 12. Feb. 2009 | HIER WOHNTE DR.SIEGFRIED KANN JG. 1886 DEPORTIERT 1942 THERESIENSTADT ERMORDET 26.1.1943                                                                        | * 1886, deportiert 1942 nach Theresienstadt, verhungert am 19. Februar 1943 |
| (Paten: Wolfgang Müller, Bärbel Rosenstock, Erika Hartmann und Fritz Brandl) | Martha Kann, geb. Jacoby             | Liebigstraße 37                                                  | 12. Feb. 2009 | HIER WOHNTE MARTHA KANN GEB. JAKOBI JG. 1890 DEPORTIERT 1942 THERESIENSTADT ERMORDET 27.10.1944                                                                 | * 1890, deportiert 1942 nach Theresienstadt, ermordet am 27. Oktober 1944 |
| (Paten: Wolfgang Müller, Bärbel Rosenstock, Erika Hartmann und Fritz Brandl) | Hilde Kann                           | Liebigstraße 37                                                  | 12. Feb. 2009 | HIER WOHNTE HILDE KANN JG. 1923 DEPORTIERT 1942 THERESIENSTADT ERMORDET 27.10.1944                                                                              | * 1923, deportiert 1942 nach Theresienstadt, ermordet am 27. Oktober 1944 |
| (Paten: Wolfgang Müller, Bärbel Rosenstock, Erika Hartmann und Fritz Brandl) | Else Kann                            | Liebigstraße 37                                                  | 12. Feb. 2009 | HIER WOHNTE ELSE KANN JG. 1929 DEPORTIERT 1942 THERESIENSTADT ERMORDET 12.10.1944 AUSCHWITZ                                                                     | * 1929, deportiert 1942 nach Theresienstadt, ermordet am 12. Oktober 1944 in Auschwitz |
| (Patin: Margit Schmitt)                                                      | Julius Wertheim                      | Liebigstraße 76 (Eckhaus, Eingang Iheringstraße)                 | 12. Feb. 2009 | HIER WOHNTE JULIUS WERTHEIM JG. 1875 DEPORTIERT 1942 THERESIENSTADT ERMORDET 26.1.1943                                                                          | * 1875, deportiert 1942 nach Theresienstadt, ermordet am 26. Januar 1943 |
|                                                                              | Ludwig Katz                          | Ludwigstraße 45                                                  | 8. Sep. 2010  | HIER WOHNTE LUDWIG KATZ JG. 1886 DEPORTIERT 1942 ERMORDET IN TREBLINKA                                                                                          | * 1886, deportiert 1942 ab Berlin, ermordet in Treblinka |
|                                                                              | Gertrude Katz, geb. Rosenthal        | Ludwigstraße 45                                                  | 8. Sep. 2010  | HIER WOHNTE GERTRUDE KATZ GEB. ROSENTHAL JG. 1910 FLUCHT 1938 USA ÜBERLEBT                                                                                      | * 1910 in Gießen, Flucht 1938 in die USA, überlebte |
| (Pate: Rudolf Stock)                                                         | Richard Rosenthal                    | Ludwigstraße 45                                                  | 13. Feb. 2009 | HIER WOHNTE RICHARD ROSENTHAL JG. 1878 DEPORTIERT 1942 TREBLINKA ERMORDET                                                                                       | * 1878, deportiert 1942 nach Treblinka, ermordet |
| (Pate: Rudolf Stock)                                                         | Paula Rosenthal, geb. Katz           | Ludwigstraße 45                                                  | 13. Feb. 2009 | HIER WOHNTE PAULA ROSENTHAL GEB. KATZ JG. 1883 DEPORTIERT 1942 TREBLINKA ERMORDET                                                                               | * 1883, deportiert 1942 nach Treblinka, ermordet |
| (Pate: Theodor-Litt-Schule)                                                  | Hans Martin Homberger                | Marburger Straße 10                                              | 13. Feb. 2009 | HIER WOHNTE HANS MARTIN HOMBERGER JG. 1902 DEPORTIERT 1942 TREBLINKA ERMORDET                                                                                   | * 1902, deportiert 1942 nach Treblinka, ermordet |
| (Pate: Theodor-Litt-Schule)                                                  | Jenny Homberger, geb. Speyer         | Marburger Straße 10                                              | 13. Feb. 2009 | HIER WOHNTE JENNY HOMBERGER GEB. SPEYER JG. 1872 DEPORTIERT 1942 THERESIENSTADT ERMORDET 15.11.1942                                                             | * 1872, deportiert 1942 nach Theresienstadt, ermordet am 15. November 1942 |
| (Pate: Theodor-Litt-Schule)                                                  | Gerda Homberger                      | Marburger Straße 10                                              | 13. Feb. 2009 | HIER WOHNTE GERDA HOMBERGER JG. 1904 DEPORTIERT 1942 TREBLINKA ERMORDET                                                                                         | * 1904, deportiert 1942 nach Treblinka, ermordet |
| (Pate: Frank Pötter)                                                         | Ignatz Pfeffer                       | Marktplatz 11 (Volksbank/Eisdiele; ehem. Marktplatz 6)           | 26. Apr. 2008 | HIER WOHNTE IGNATZ PFEFFER JG. 1857 DEPORTIERT 1942 THERESIENSTADT ERMORDET 8.10.1942                                                                           | * 1857, deportiert am 27. September 1942 ab Darmstadt nach Theresienstadt, ermordet am 8. Oktober 1942 in Theresienstadt |
| (Pate: Frank Pötter)                                                         | Anna Pfeffer, geb. Kugelmann         | Marktplatz 11 (Volksbank/Eisdiele; ehem. Marktplatz 6)           | 26. Apr. 2008 | HIER WOHNTE ANNA PFEFFER GEB. KUGELMANN JG. 1882 DEPORTIERT 1942 THERESIENSTADT AUSCHWITZ ERMORDET 16.5.1944                                                    | * 1882, deportiert am 27. September 1942 ab Darmstadt nach Theresienstadt, ermordet am 16. Mai 1944 in Auschwitz |
| (Paten: Christel Buseck, Jens Priwitzer)                                     | Julius Stern                         | Marktplatz 15 (Stadtwerke Gießen; ehem. Marktplatz 11)           | 26. Apr. 2008 | HIER WOHNTE JULIUS STERN JG. 1890 DEPORTIERT 1942 ERMORDET IN TREBLINKA                                                                                         | * 1890, deportiert am 30. September 1942 ab Darmstadt nach Treblinka, ermordet |
| (Paten: Christel Buseck, Jens Priwitzer)                                     | Claire Stern, geb. Thalheimer        | Marktplatz 15 (Stadtwerke Gießen; ehem. Marktplatz 11)           | 26. Apr. 2008 | HIER WOHNTE CLAIRE STERN GEB. THALHEIMER JG. 1896 DEPORTIERT 1942 ERMORDET IN TREBLINKA                                                                         | * 1896, deportiert am 30. September 1942 ab Darmstadt nach Treblinka, ermordet |
| (Paten: Christel Buseck, Jens Priwitzer)                                     | Esther Stern                         | Marktplatz 15 (Stadtwerke Gießen; ehem. Marktplatz 11)           | 26. Apr. 2008 | HIER WOHNTE ESTHER STERN JG. 1926 DEPORTIERT 1942 ERMORDET IN TREBLINKA                                                                                         | * 1926, deportiert am 30. September 1942 ab Darmstadt nach Treblinka, ermordet |
|                                                                              | Ernst Mombert                        | Moltkestraße 18                                                  | 26. Aug. 2013 | HIER WOHNTE ERNST MOMBERT JG. 1911 FLUCHT 1938 FRANKREICH INTERNIERT DRANCY DEPORTIERT 1942 AUSCHWITZ ERMORDET 7.9.1942                                         | |
|                                                                              | Franz Mombert                        | Moltkestraße 18                                                  | 26. Aug. 2013 | HIER WOHNTE FRANZ MOMBERT JG. 1909 FLUCHT 1933 FRANKREICH SCHWEIZ ÜBERLEBT                                                                                      | |
|                                                                              | Nelli Mombert, geb. Gieser           | Moltkestraße 18                                                  | 26. Aug. 2013 | HIER WOHNTE NELLI MOMBERT GEB. GIESER JG. 1880 FLUCHT 1938 FRANKREICH VERSTECKT/ÜBERLEBT                                                                        | |
|                                                                              | Paul Mombert                         | Moltkestraße 18                                                  | 26. Aug. 2013 | HIER WOHNTE DR.PAUL MOMBERT JG. 1876 BERUFSVERBOT 1933 SCHUTZHAFT 1938 KZ WELZHEIM TOT AN HAFTFOLGEN 8.12.1938                                                  | |
|                                                                              | Leo Salomon                          | Moltkestraße 20 (Eckhaus Roonstraße)                             | 26. Aug. 2013 | HIER WOHNTE LEO SALOMON JG. 1881 FLUCHT 1937 LUXEMBURG INTERNIERT FÜNFBRUNNEN DEPORTIERT 1943 THERESIENSTADT ERMORDET 6.9.1943 AUSCHWITZ                        | |
|                                                                              | Lina Salomon, geb Hertz              | Moltkestraße 20 (Eckhaus Roonstraße)                             | 26. Aug. 2013 | HIER WOHNTE LINA SALOMON GEB. HERTZ JG. 1892 FLUCHT 1937 LUXEMBURG DEPORTIERT 1943 THERESIENSTADT ERMORDET 6.9.1943 AUSCHWITZ                                   | |
|                                                                              | Margot Mirjam Salomon                | Moltkestraße 20 (Eckhaus Roonstraße)                             | 26. Aug. 2013 | HIER WOHNTE MARGOT MIRJAM SALOMON JG. 1922 FLUCHT 1937 LUXEMBURG DEPORTIERT 1943 THERESIENSTADT ERMORDET 6.9.1943 AUSCHWITZ                                     | |
|                                                                              | Sonja Sophie Salomon                 | Moltkestraße 20 (Eckhaus Roonstraße)                             | 26. Aug. 2013 | HIER WOHNTE SONJA SOPHIE SALOMON JG. 1926 FLUCHT 1937 LUXEMBURG DEPORTIERT 1943 THERESIENSTADT ERMORDET 6.9.1943 AUSCHWITZ                                      | |
|                                                                              | Ellen Hirschmann                     | Moltkestraße 27                                                  | 26. Aug. 2013 | HIER WOHNTE ELLEN HIRSCHMANN JG. 1925 UNFREIWILLIG VERZOGEN 1934 OFFENBACH 1943 WIEN DEPORTIERT 1944 ERMORDET IN AUSCHWITZ                                      | |
|                                                                              | Marie Hirschmann, geb. Wertheimer    | Moltkestraße 27                                                  | 26. Aug. 2013 | HIER WOHNTE MARIE HIRSCHMANN GEB. WERTHEIMER JG. 1898 UNFREIWILLIG VERZOGEN 1934 OFFENBACH DEPORTIERT 1943 AUSCHWITZ ERMORDET 28.2.1943                         | |
|                                                                              | Ludwig Hirschmann                    | Moltkestraße 27                                                  | 26. Aug. 2013 | HIER WOHNTE LUDWIG HIRSCHMANN JG. 1883 UNFREIWILLIG VERZOGEN 1934 OFFENBACH DEPORTIERT 1943 AUSCHWITZ ERMORDET 28.2.1943                                        | |
|                                                                              | Werner Hirschmann                    | Moltkestraße 27                                                  | 26. Aug. 2013 | HIER WOHNTE WERNER HIRSCHMANN JG. 1920 UNFREIWILLIG VERZOGEN 1934 OFFENBACH FLUCHT 1938 ENGLAND ÜBERLEBT                                                        | |
|                                                                              | Ferdinand Klein                      | Mühlstraße 8                                                     | 15. Nov. 2017 | HIER WOHNTE FERDINAND KLEIN JG. 1914 'VORBEUGEHAFT' 1938 SACHSENHAUSEN ENTLASSEN 1941 DEPORTIERT 1943 AUSCHWITZ SONDEREINHEIT DIRLEWANGER BEFREIT               | |
| (Paten: Christa Schreier, Herbert Schweiger und Richard Wagner)              | Lotte Herz                           | Neuen Bäue 23                                                    | 26. Apr. 2008 | HIER WOHNTE LOTTE HERZ JG. 1914 DEPORTIERT 1942 ERMORDET IN TREBLINKA                                                                                           | * 1914, deportiert am 30. September 1942 ab Darmstadt nach Treblinka, ermordet |
| (Paten: Christa Schreier, Herbert Schweiger und Richard Wagner)              | Moritz Herz                          | Neuen Bäue 23                                                    | 26. Apr. 2008 | HIER WOHNTE MORITZ HERZ JG. 1878 DEPORTIERT 1942 ERMORDET IN TREBLINKA                                                                                          | * 1878, deportiert am 30. September 1942 ab Darmstadt nach Treblinka, ermordet |
| (Paten: Christa Schreier, Herbert Schweiger und Richard Wagner)              | Werner Herz                          | Neuen Bäue 23                                                    | 26. Apr. 2008 | HIER WOHNTE WERNER HERZ JG. 1925 DEPORTIERT 1942 ERMORDET IN TREBLINKA                                                                                          | * 1925, deportiert am 30. September 1942 ab Darmstadt nach Treblinka, ermordet |
|                                                                              | Bernhard Brandus                     | Neuenweg 11                                                      | 22. Okt. 2009 | HIER WOHNTE BERNHARD BRANDUS JG. 1867 DEPORTIERT 1942 THERESIENSTADT ERMORDET 9.5.1943                                                                          | |
|                                                                              | Hedwig Brandus                       | Neuenweg 11                                                      | 22. Okt. 2009 | HIER WOHNTE HEDWIG BRANDUS GEB. BAER JG. 1894 DEPORTIERT 1942 THERESIENSTADT ERMORDET 16.5.1944 AUSCHWITZ                                                       | |
|                                                                              | Hermann Baer                         | Neuenweg 11                                                      | 22. Okt. 2009 | HIER WOHNTE HERMANN BAER JG. 1919 DEPORTIERT ERMORDET IN AUSCHWITZ                                                                                              | |
|                                                                              | Berta Edelmuth, geb. Borngässer      | Neuenweg 19a (ehem. Neuenweg 31)                                 | 22. Okt. 2009 | HIER WOHNTE BERTA EDELMUTH GEB. BORNGÄSSER JG. 1897 DEPORTIERT 1942 ERMORDET IN TREBLINKA                                                                       | * 1897, deportiert am 30. September 1942 ab Darmstadt nach Treblinka, ermordet |
|                                                                              | Ludwig Edelmuth                      | Neuenweg 19a (ehem. Neuenweg 31)                                 | 22. Okt. 2009 | HIER WOHNTE LUDWIG EDELMUTH JG. 1901 DEPORTIERT 1942 ERMORDET IN TREBLINKA                                                                                      | * 1901, deportiert am 30. September 1942 ab Darmstadt nach Treblinka, ermordet |
|                                                                              | Friederike Keßler, geb. Königsthal   | Neuenweg 19 (ehem. Neuenweg 33)                                  | 22. Okt. 2009 | HIER WOHNTE FRIEDERIKE KESSLER GEB. KÖNIGSTHAL JG. 1896 DEPORTIERT 1942 ERMORDET IN TREBLINKA                                                                   | * 1896, deportiert am 30. September 1942 ab Darmstadt nach Treblinka, ermordet |
|                                                                              | Fritz Keßler                         | Neuenweg 19 (ehem. Neuenweg 33)                                  | 22. Okt. 2009 | HIER WOHNTE FRITZ KESSLER JG. 1889 DEPORTIERT 1942 ERMORDET IN TREBLINKA                                                                                        | * 1889, deportiert am 30. September 1942 ab Darmstadt nach Treblinka, ermordet |
|                                                                              | Recha Keßler                         | Neuenweg 19 (ehem. Neuenweg 33)                                  | 22. Okt. 2009 | HIER WOHNTE RECHA KESSLER JG. 1909 DEPORTIERT 1942 ERMORDET IN TREBLINKA                                                                                        | * 1909, deportiert am 30. September 1942 ab Darmstadt nach Treblinka, ermordet |
|                                                                              | Frieda Janz, geb. Keßler             | Neuenweg 19 (ehem. Neuenweg 33)                                  | 22. Okt. 2009 | HIER WOHNTE FRIEDA JANZ GEB. KESSLER JG. 1902 DEPORTIERT 1942 ERMORDET IN TREBLINKA                                                                             | * 1902, deportiert am 30. September 1942 ab Darmstadt nach Treblinka, ermordet |
| (Pate: Gerhard Merz, Gießen)                                                 | Berta Levi, geb. Ackermann           | Neustadt 21 (ehem. Neustadt 39)                                  | 13. Feb. 2009 | HIER WOHNTE BERTA LEVI GEB. ACKERMANN JG. 1887 DEPORTIERT 1942 TREBLINKA ERMORDET                                                                               | * 1887, deportiert 1942 nach Treblinka, ermordet |
| (Pate: Gerhard Merz, Gießen)                                                 | Maier Levi                           | Neustadt 21 (ehem. Neustadt 39)                                  | 13. Feb. 2009 | HIER WOHNTE MAIER LEVI JG. 1881 DEPORTIERT 1942 TREBLINKA ERMORDET                                                                                              | * 1881, deportiert 1942 nach Treblinka, ermordet |
|                                                                              | Fanny Abraham                        | Neustadt 31                                                      | 15. Nov. 2017 | HIER WOHNTE FANNY ABRAHAM GEB. OCHS JG. 1862 DEPORTIERT 1942 THERESIENSTADT ERMORDET 16.1.1943                                                                  | |
|                                                                              | Adolf Abraham                        | Neustadt 31                                                      | 15. Nov. 2017 | HIER WOHNTE ADOLF ABRAHAM EINGEWIESEN 1940 HEILANSTALT GODDELAU 'VERLEGT' 4.2.1941 HADAMAR ERMORDET 4.2.1941 'AKTION T4'                                        | |
|                                                                              | Siegbert Abraham                     | Neustadt 31                                                      | 15. Nov. 2017 | HIER WOHNTE SIEGBERT ABRAHAM JG. 1921 DEPORTIERT 1942 ERMORDET IM BESETZTEN POLEN                                                                               | |
|                                                                              | Clementine Abraham                   | Neustadt 31                                                      | 15. Nov. 2017 | HIER WOHNTE CLEMENTINE ABRAHAM GEB. MEYER JG. 1894 DEPORTIERT 1942 ERMORDET IM BESETZTEN POLEN                                                                  | |
|                                                                              | Margot Adler                         | Nordanlage (vor dem historischen Portal der Ricarda-Huch-Schule) | 26. Apr. 2008 | HIER LERNTE MARGOT ADLER JG. 1921 DEPORTIERT 1942 RICHTUNG OSTEN ERMORDET                                                                                       | * 1921, deportiert 1942 ab Frankfurt, ermordet |
|                                                                              | Irmgard Rosa Baer                    | Nordanlage (vor dem historischen Portal der Ricarda-Huch-Schule) | 26. Apr. 2008 | HIER LERNTE IRMGARD ROSA BAER JG. 1929 DEPORTIERT 1942 ERMORDET IN TREBLINKA                                                                                    | * 1929, deportiert am 30. September 1942 ab Darmstadt nach Treblinka, ermordet |
|                                                                              | Berta Hildegard Goldschmidt          | Nordanlage (vor dem historischen Portal der Ricarda-Huch-Schule) | 26. Apr. 2008 | HIER LERNTE BERTA HILDEGARD GOLDSCHMIDT JG. 1927 DEPORTIERT 1942 ERMORDET IN TREBLINKA                                                                          | * 1927, deportiert am 30. September 1942 ab Darmstadt nach Treblinka, ermordet |
|                                                                              | Ellen Hirschmann                     | Nordanlage (vor dem historischen Portal der Ricarda-Huch-Schule) | 26. Aug. 2013 | HIER LERNTE ELLEN HIRSCHMANN JG. 1925 UNFREIWILLIG VERZOGEN 1934 OFFENBACH 1943 WIEN DEPORTIERT 1944 ERMORDET IN AUSCHWITZ                                      | |
|                                                                              | Ellen Jeanette Jacob                 | Nordanlage (vor dem historischen Portal der Ricarda-Huch-Schule) | 26. Apr. 2008 | HIER LERNTE ELLEN JEANETTE JACOB JG. 1925 DEPORTIERT 1942 ERMORDET IN TREBLINKA                                                                                 | * 1925, deportiert am 30. September 1942 ab Darmstadt nach Treblinka, ermordet |
|                                                                              | Lotte Kahn                           | Nordanlage (vor dem historischen Portal der Ricarda-Huch-Schule) | 26. Aug. 2013 | HIER LERNTE LOTTE KAHN JG. 1920 DEPORTIERT 1942 ERMORDET IN TREBLINKA                                                                                           | |
|                                                                              | Hilde Kann                           | Nordanlage (vor dem historischen Portal der Ricarda-Huch-Schule) | 26. Apr. 2008 | HIER LERNTE HILDE KANN JG. 1923 DEPORTIERT 1942 THERESIENSTADT ERMORDET IN AUSCHWITZ                                                                            | * 1923, deportiert 1942 nach Theresienstadt, ermordet in Auschwitz |
|                                                                              | Gertrud Berta Katz                   | Nordanlage (vor dem historischen Portal der Ricarda-Huch-Schule) | 26. Apr. 2008 | HIER LERNTE GERTRUD BERTA KATZ JG. 1922 DEPORTIERT 1942 ERMORDET IN TREBLINKA                                                                                   | * 1922, deportiert am 30. September 1942 ab Darmstadt nach Treblinka, ermordet |
|                                                                              | Marianne Margot Rosenbaum            | Nordanlage (vor dem historischen Portal der Ricarda-Huch-Schule) | 26. Apr. 2008 | HIER LERNTE MARIANNE MARGOT ROSENBAUM JG. 1922 DEPORTIERT 1942 ERMORDET IN TREBLINKA                                                                            | * 1922, deportiert 1942 nach Treblinka, ermordet |
|                                                                              | Beate Rubin                          | Nordanlage (vor dem historischen Portal der Ricarda-Huch-Schule) | 26. Apr. 2008 | HIER LERNTE BEATE RUBIN JG. 1922 DEPORTIERT 1943 AUSCHWITZ ERMORDET                                                                                             | * 1922, deportiert 1943 ab Berlin nach Auschwitz, ermordet |
|                                                                              | Margot Mirjam Salomon                | Nordanlage (vor dem historischen Portal der Ricarda-Huch-Schule) | 26. Apr. 2008 | HIER LERNTE MARGOT MIRJAM SALOMON JG. 1922 DEPORTIERT 1943 THERESIENSTADT ERMORDET IN AUSCHWITZ                                                                 | * 1922, deportiert 1943 ab Dortmund nach Theresienstadt, ermordet in Auschwitz |
|                                                                              | Sonja Sophie Salomon                 | Nordanlage (vor dem historischen Portal der Ricarda-Huch-Schule) | 26. Apr. 2008 | HIER LERNTE SONJA SOPHIE SALOMON JG. 1926 DEPORTIERT 1943 THERESIENSTADT ERMORDET IN AUSCHWITZ                                                                  | * 1926, deportiert 1943 ab Dortmund nach Theresienstadt, ermordet in Auschwitz |
|                                                                              | Esther Stern                         | Nordanlage (vor dem historischen Portal der Ricarda-Huch-Schule) | 26. Aug. 2013 | HIER LERNTE ESTHER STERN JG. 1926 DEPORTIERT 1942 ERMORDET IN TREBLINKA                                                                                         | |
|                                                                              | Margot Frieda Adler                  | Nordanlage 51                                                    | 15. Nov. 2017 | NORDANLAGE 49 WOHNTE MARGOT FRIEDA ADLER JG. 1921 UNFREIWILLIG VERZOGEN 1938 BAD HOMBURG DEPORTIERT 1942 SOBIBOR ERMORDET                                       | |
|                                                                              | Helene Adler                         | Nordanlage 51                                                    | 15. Nov. 2017 | NORDANLAGE 49 WOHNTE HELENE ADLER GEB. GUTMANN JG. 1888 UNFREIWILLIG VERZOGEN 1938 BAD HOMBURG DEPORTIERT 1942 SOBIBOR ERMORDET                                 | |
|                                                                              | Hannelore Adler                      | Nordanlage 51                                                    | 15. Nov. 2017 | NORDANLAGE 49 WOHNTE HANNELORE ADLER JG. 1927 UNFREIWILLIG VERZOGEN 1938 BAD HOMBURG KINDERTRANSPORT 1939 SCHWEIZ                                               | |
|                                                                              | Henriette Homberger                  | Plockstraße 11                                                   | 23. März 2016 | HIER WOHNTE HENRIETTE HOMBERGER GEB. GRÜNEBAU JG. 1871 DEPORTIERT 1942 THERESIENSTADT ERMORDET 15.11.1942                                                       | |
|                                                                              | Gustav Gutenstein                    | Plockstraße 14                                                   | 23. März 2016 | HIER WOHNTE GUSTAV GUTENSTEIN JG. 1891 DEPORTIERT 1942 ERMORDET IM BESETZTEN POLEN                                                                              | |
|                                                                              | Helene Gutenstein                    | Plockstraße 14                                                   | 23. März 2016 | HIER WOHNTE HELENE GUTENSTEIN GEB. NUSSBAUM JG. 1900 DEPORTIERT 1942 ERMORDET IM BESETZTEN POLEN                                                                | |
|                                                                              | Heinz Gutenstein                     | Plockstraße 14                                                   | 23. März 2016 | HIER WOHNTE HEINZ GUTENSTEIN JG. 1926 DEPORTIERT 1942 ERMORDET IM BESETZTEN POLEN                                                                               | |
|                                                                              | Berta Nussbaum                       | Plockstraße 14                                                   | 23. März 2016 | HIER WOHNTE BERTA NUSSBAUM GEB. BÄR JG. 1878 DEPORTIERT 1942 ERMORDET IM BESETZTEN POLEN                                                                        | |
|                                                                              | Peregrinus Mettbach                  | Reichensand 5                                                    | 23. März 2016 | HIER WOHNTE PEREGRINUS METTBACH JG. 1890 DEPORTIERT 1943 AUSCHWITZ ERMORDET 21.7.1943                                                                           | |
|                                                                              | Maria Mettbach                       | Reichensand 5                                                    | 23. März 2016 | HIER WOHNTE MARIA METTBACH JG. 1928 DEPORTIERT 1943 AUSCHWITZ RAVENSBRÜCK BEFREIT                                                                               | |
|                                                                              | Klara Mettbach                       | Reichensand 5                                                    | 23. März 2016 | HIER WOHNTE KLARA METTBACH GEB. WINTERSTEIN JG. 1890 DEPORTIERT 1943 AUSCHWITZ ERMORDET 10.7.1943                                                               | |
|                                                                              | Beate Rubin                          | Roonstraße 18                                                    | 26. Aug. 2013 | HIER WOHNTE BEATE RUBIN JG. 1922 UNFREIWILLIG VERZOGEN 1936 PIRMASENS DEPORTIERT 1943 ERMORDET IN AUSCHWITZ                                                     | |
|                                                                              | David Rubin                          | Roonstraße 18                                                    | 26. Aug. 2013 | HIER WOHNTE DAVID RUBIN JG. 1880 UNFREIWILLIG VERZOGEN 1936 PIRMASENS DEPORTIERT 1942 THERESIENSTADT ERMORDET 9.10.1944 AUSCHWITZ                               | |
|                                                                              | Olga Rubin, geb. Dreifus             | Roonstraße 18                                                    | 26. Aug. 2013 | HIER WOHNTE OLGA RUBIN GEB. DREIFUS JG. 1892 UNFREIWILLIG VERZOGEN 1936 PIRMASENS DEPORTIERT 1942 THERESIENSTADT ERMORDET 3.4.1944 AUSCHWITZ                    | |
|                                                                              | Hans Barnass                         | Schillerstraße 16                                                | 17. Okt. 2023 | HIER WOHNTE HANS BARNASS JG. 1893 DEPORTIERT 1942 THERESIENSTADT ERMORDET 15.9.1943                                                                             | |
|                                                                              | Caroline Barnass                     | Schillerstraße 16                                                | 17. Okt. 2023 | HIER WOHNTE CAROLINE BARNASS GEB. GUTHMANN JG. 1868 DEPORTIERT 1942 THERESIENSTADT ERMORDET 23.4.1944                                                           | |
| (Paten: Susanne Meinl und Monika Graulich, Gießen)                           | Wilhelm Bachenheimer                 | Schillerstraße 17                                                | 26. Apr. 2008 | HIER WOHNTE DR. WILHELM BACHENHEIMER JG. 1901 DEPORTIERT 1942 ERMORDET IN TREBLINKA                                                                             | * 1901, deportiert am 30. September 1942 ab Darmstadt nach Treblinka, ermordet |
| (Paten: Susanne Meinl und Monika Graulich, Gießen)                           | Gertrud Bachenheimer, geb. Katz      | Schillerstraße 17                                                | 26. Apr. 2008 | HIER WOHNTE GERTRUD BACHENHEIMER GEB. KATZ JG. 1907 DEPORTIERT 1942 ERMORDET IN TREBLINKA                                                                       | * 1907, deportiert am 30. September 1942 ab Darmstadt nach Treblinka, ermordet |
|                                                                              | Hilde Wohlgemuth                     | Schillerstraße 17                                                | 17. Okt. 2023 | HIER WOHNTE HILDE WOHLGEMUTH JG. 1893 DEPORTIERT 1942 ERMORDET IM BESETZTEN POLEN                                                                               | |
|                                                                              | Josef Oppenheimer                    | Schillerstraße 17                                                | 17. Okt. 2023 | HIER WOHNTE JOSEF OPPENHEIMER JG. 1869 DEPORTIERT 1942 THERESIENSTADT ERMORDET 5.11.1942                                                                        | |
|                                                                              | Berta Oppenheimer                    | Schillerstraße 17                                                | 17. Okt. 2023 | HIER WOHNTE BERTA OPPENHEIMER GEB. WOHLGEMUTH JG. 1878 DEPORTIERT 1942 THERESIENSTADT ERMORDET 27.1.1944                                                        | |
|                                                                              | Marianne Krombach                    | Schottstraße 34                                                  | 17. Okt. 2023 | HIER WOHNTE MARIANNE KROMBACH JG. 1930 SEIT 1938 MEHRERE HEILANSTALTEN 'VERLEGT' 5.6.1941 HEILANSTALT EICHBERG KINDERFACHABTEILUNG ERMORDET 6.6.1941            | |
| (Pate: Pfarrer Klaus Weißgerber)                                             | Gerda Dreifuss                       | Steinstraße 69                                                   | 13. Feb. 2009 | HIER WOHNTE GERDA DREIFUSS JG. 1904 EINGEWIESEN 1940 'HEILANSTALT'BENDORF-SAYN DEPORTIERT 1942 SOBIBOR ERMORDET                                                 | * 1904, eingewiesen, 1940 Heilanstalt Bendorf-Sayn, deportiert 1942 nach Sobibor, ermordet |
|                                                                              | Theo David Jacob                     | Stephanstraße 28                                                 | 8. Sep. 2010  | HIER WOHNTE THEO DAVID JACOB JG. 1887 DEPORTIERT 1942 ERMORDET IN TREBLINKA                                                                                     | * 1887, deportiert am 30. September 1942 nach Polen, ermordet |
|                                                                              | Clothilde Jacob, geb. Blumenthal     | Stephanstraße 28                                                 | 8. Sep. 2010  | HIER WOHNTE CLOTHILDE JACOB GEB. BLUMENTHAL JG. 1888 DEPORTIERT 1942 ERMORDET IN TREBLINKA                                                                      | * 1888, deportiert am 30. September 1942 nach Polen, ermordet |
|                                                                              | Günther Gerson Jacob                 | Stephanstraße 28                                                 | 8. Sep. 2010  | HIER WOHNTE GÜNTHER JACOB JG. 1920 DEPORTIERT 1942 ERMORDET IN TREBLINKA                                                                                        | * 1920, deportiert am 30. September 1942 ab Darmstadt nach Treblinka, ermordet |
|                                                                              | Julie Lore Jacob, geb. Stern         | Stephanstraße 28                                                 | 8. Sep. 2010  | HIER WOHNTE LORE JULIE JACOB GEB. STERN JG. 1924 DEPORTIERT 1942 ERMORDET IN TREBLINKA                                                                          | * 1924, deportiert am 30. September 1942 ab Darmstadt nach Treblinka, ermordet |
|                                                                              | Amalie Jacob                         | Stephanstraße 28                                                 | 8. Sep. 2010  | HIER WOHNTE AMALIE JACOB JG. 1918 FLUCHT 1939 ??? | |
|                                                                              | Hannelore Schwarz, geb. Jacob        | Stephanstraße 28                                                 | 8. Sep. 2010  | HIER WOHNTE HANNELORE SCHWARZ GEB. JACOB JG. 1921 FLUCHT SCHWEIZ ÜBERLEBT                                                                                       | |
|                                                                              | Ellen Jeanette Jacob                 | Stephanstraße 28                                                 | 8. Sep. 2010  | HIER WOHNTE ELLEN JACOB JG. 1925 DEPORTIERT 1942 ERMORDET IN TREBLINKA                                                                                          | * 1925, deportiert am 30. September 1942 ab Darmstadt nach Treblinka, ermordet |
|                                                                              | Benjamin Katz                        | Stephanstraße 43                                                 | 8. Sep. 2010  | HIER WOHNTE BENJAMIN KATZ JG. 1887 VERHAFTET 1938 BUCHENWALD TOT AN HAFTFOLGEN 5.9.1942                                                                         | * verhaftet 1938 Buchenwald, Tot an Haftfolgen am 5. September 1942 in Gießen |
|                                                                              | Cornelie Katz, geb. Kugelmann        | Stephanstraße 43                                                 | 8. Sep. 2010  | HIER WOHNTE CORNELIE KATZ GEB. KUGELMANN JG. 1889 DEPORTIERT 1942 ERMORDET IN TREBLINKA                                                                         | * deportiert am 30. September 1942 ab Darmstadt, ermordet in Treblinka |
|                                                                              | Gertrud Berta Katz                   | Stephanstraße 43                                                 | 8. Sep. 2010  | HIER WOHNTE GERTRUD KATZ JG. 1922 DEPORTIERT 1942 ERMORDET IN TREBLINKA                                                                                         | * 1922, deportiert am 30. September 1942 ab Darmstadt, ermordet in Treblinka |
|                                                                              | Klara Kugelmann                      | Stephanstraße 43                                                 | 8. Sep. 2010  | HIER WOHNTE KLARA KUGELMANN JG. 1891 DEPORTIERT 1942 ERMORDET IN TREBLINKA                                                                                      | * 1891 in Herbstein, deportiert am 30. September 1942 ab Darmstadt, ermordet in Treblinka |
|                                                                              | Betty Baer                           | Walltorstraße 8                                                  | 17. Okt. 2023 | HIER WOHNTE BETTY BAER JG. 1885 DEPORTIERT 1942 THERESIENSTADT ERMORDET 11.2.1943                                                                               | |
|                                                                              | Philippine Leschhorn, geb. Wöll      | Walltorstraße 10                                                 | 8. Sep. 2010  | HIER WOHNTE PHILIPPINE LESCHHORN GEB. WÖLL JG. 1883 EINGEWIESEN 1933 ANSTALT GIESSEN 'HEILANSTALT' WEILMÜNSTER ERMORDET 4.5.1941 'HEILANSTALT' HADAMAR          | * 1883 in Brauerschwend, eingewiesen Anstalt Gießen, Anstalt Weilmünster, am 24. April 1941 Heilanstalt Hadamar, ermordet am 4. Mai 1941 |
|                                                                              | Rosie Baer                           | Walltorstraße 30                                                 | 2. Feb. 2023  | HIER WOHNTE ROSIE BAER JG. 1904 DEPORTIERT 1942 ERMORDET IM BESETZTEN POLEN                                                                                     | |
|                                                                              | Rosa Irmgard Baer                    | Walltorstraße 30                                                 | 2. Feb. 2023  | HIER WOHNTE ROSA IRMGARD BAER JG. 1929 DEPORTIERT 1942 ERMORDET IM BESETZTEN POLEN                                                                              | |
|                                                                              | Josef Wohlgeruch                     | Walltorstraße 32                                                 | 2. Feb. 2023  | HIER WOHNTE JOSEF WOHLGERUCH JG. 1892 FLUCHT 1939 ENGLAND | |
|                                                                              | Paula Wohlgeruch                     | Walltorstraße 32                                                 | 2. Feb. 2023  | HIER WOHNTE PAULA WOHLGERUCH GEB. RUSS JG. 1899 FLUCHT 1938 POLEN DEPORTIERT GHETTO WARSCHAU ERMORDET                                                           | |
|                                                                              | Henny Wohlgeruch                     | Walltorstraße 32                                                 | 2. Feb. 2023  | HIER WOHNTE HENNY WOHLGERUCH JG. 1923 FLUCHT 1939 ENGLAND | |
|                                                                              | Sonja Wohlgeruch                     | Walltorstraße 32                                                 | 2. Feb. 2023  | HIER WOHNTE SONJA WOHLGERUCH JG. 1931 FLUCHT 1938 POLEN DEPORTIERT GHETTO WARSCHAU ERMORDET                                                                     | |
|                                                                              | Hedwig Brandus, geb. Baer            | Weidengasse 18                                                   | 22. Okt. 2009 | HIER WOHNTE HEDWIG BRANDUS GEB. BAER JG. 1894 DEPORTIERT 1942 THERESIENSTADT ERMORDET 16.5.1944 AUSCHWITZ                                                       | * 1894, deportiert am 27. September 1942 ab Darmstadt, ermordet am 16. Mai 1944 in Auschwitz |
|                                                                              | Bernhard Brandus                     | Weidengasse 18                                                   | 22. Okt. 2009 | HIER WOHNTE BERNHARD BRANDUS JG. 1867 DEPORTIERT 1942 THERESIENSTADT ERMORDET 9.5.1943                                                                          | * 1867, deportiert am 27. September 1942 ab Darmstadt nach Theresienstadt, Tot am 9. Mai 1943 |
|                                                                              | Hermann Baer                         | Weidengasse 18                                                   | 22. Okt. 2009 | HIER WOHNTE HERMANN BAER JG. 1919 DEPORTIERT ERMORDET IN AUSCHWITZ                                                                                              | * 1919, deportiert am 27. September 1942 ab Darmstadt nach Theresienstadt, ermordet in Auschwitz |
| (Pate: Förderverein Gesamtschule Gießen-Ost)                                 | Ingbert Fuld                         | Westanlage 28 (gegenüber Goetheschule)                           | 12. Feb. 2009 | HIER WOHNTE INGBERT FULD JG. 1919 DEPORTIERT 1942 TREBLINKA ERMORDET                                                                                            | * 1919, deportiert 1942 nach Treblinka, ermordet |
| (Pate: Förderverein Gesamtschule Gießen-Ost)                                 | Martin Fuld                          | Westanlage 28 (gegenüber Goetheschule)                           | 12. Feb. 2009 | HIER WOHNTE MARTIN FULD JG. 1931 DEPORTIERT 1942 TREBLINKA ERMORDET                                                                                             | * 1931, deportiert 1942 nach Treblinka, ermordet |
| (Pate: Förderverein Gesamtschule Gießen-Ost)                                 | Dora Selig                           | Westanlage 28 (gegenüber Goetheschule)                           | 12. Feb. 2009 | HIER WOHNTE DORA SELIG JG. 1902 DEPORTIERT 1942 TREBLINKA ERMORDET                                                                                              | * 1902, deportiert 1942 nach Treblinka, ermordet |
|                                                                              | Regina Ruth Goldschmidt              | Westanlage 43 (Goetheschule)                                     | 26. Aug. 2013 | HIER LERNTE REGINA RUTH GOLDSCHMIDT JG. 1922 DEPORTIERT 1942 ERMORDET IN TREBLINKA                                                                              | |
|                                                                              | Else Kann                            | Westanlage 43 (Goetheschule)                                     | 26. Aug. 2013 | HIER LERNTE ELSE KANN JG. 1929 DEPORTIERT 1942 THERESIENSTADT ERMORDET 12.10.1944 AUSCHWITZ                                                                     | |
|                                                                              | Arno Lorsch                          | Westanlage 43 (Goetheschule)                                     | 26. Aug. 2013 | HIER LERNTE ARNO LORSCH JG. 1923 DEPORTIERT 1942 ERMORDET IN TREBLINKA                                                                                          | |
|                                                                              | Isidor Rosenbaum                     | Westanlage 46                                                    | 25. Juni 2021 | HIER WOHNTE ISIDOR ROSENBAUM JG. 1887 DEPORTIERT 1942 ERMORDET IM BESETZTEN POLEN                                                                               | |
|                                                                              | Dora Rosenbaum                       | Westanlage 46                                                    | 25. Juni 2021 | HIER WOHNTE DORA ROSENBAUM GEB. STERNBERG JG. 1891 DEPORTIERT 1942 ERMORDET IM BESETZTEN POLEN                                                                  | |
|                                                                              | Alice Rosenbaum                      | Westanlage 46                                                    | 25. Juni 2021 | HIER WOHNTE ALICE ROSENBAUM JG. 1916 FLUCHT 1938 USA | |
|                                                                              | Marianne Margot Rosenbaum            | Westanlage 46                                                    | 25. Juni 2021 | HIER WOHNTE MARIANNE MARGOT ROSENBAUM JG. 1922 DEPORTIERT 1942 ERMORDET IM BESETZTEN POLEN                                                                      | |

## Kleinlinden
| Bild                                                                            | Name              | Standort       | Verlegedatum  | Inschrift                                                                                        | Leben |
| ------------------------------------------------------------------------------- | ----------------- | -------------- | ------------- | ------------------------------------------------------------------------------------------------ | --- |
| (Paten: Mitglieder Inner Wheel Club Gießen-Wetzlar; Hartmut Klein, Kleinlinden) | Anna Maria Markel | Weigelstraße 3 | 12. Feb. 2009 | HIER WOHNTE ANNA MARIA MARKEL JG. 1916 EINGEWIESEN 1936 ‘HEILANSTALT’ HADAMAR ERMORDET 20.3.1943 | Anna Maria Markel (* 2. Juli 1916 in Kleinlinden; † 20. März 1943 in der Tötungsanstalt Hadamar) wurde am 26. August 1939 in die Heil- und Pflegeanstalt Gießen, ein Zentrum der Erb- und Rassenpflege, eingewiesen. Von dort wurde sie am 21. Februar 1941 zunächst in die Landesheil- und Pflegeanstalt Weilmünster gebracht und von dort am 20. März 1943 in die Heilanstalt Hadamar. In der Regel wurden die Patienten eines solchen Transports noch am Tag der Ankunft in die im Keller der Anstalt befindliche Gaskammer geschickt und ermordet. Der 20. März 1943 ist daher als ihr Todestag zu betrachten. Das damals offiziell mitgeteilte Todesdatum und -ursache – im Kirchenbuch von Kleinlinden mit 1. April 1943 vermerkt und als „Verstorben an Lungenentzündung“ angegeben – wurde falsch übermittelt, um Angehörige und Behörden zu täuschen. |

## Lützellinden
| Bild | Name                     | Standort      | Verlegedatum | Inschrift | Leben |
| ---- | ------------------------ | ------------- | ------------ | --- | ----- |
|      | Emilie Katharina Mandler | Am Backhaus 5 | 9. Juli 2016 | HIER WOHNTE EMILIE KATHARINA MANDLER JG. 1913 EINGEWIESEN HEILANSTALT HERBORN 'VERLEGT' 30.1.1941 HADAMAR ERMORDET 30.1.1941 'AKTION T4' |       |

## Wieseck
In Wieseck bestand beginnend im 17. Jahrhundert bis 1938/40 eine jüdische Gemeinde. Zu ihr zählten 1933 noch etwa 30 Gemeindeglieder die in den folgenden Jahren auf Grund der zunehmenden Entrechtung und der Repressalien weggezogen beziehungsweise auswanderten. Ziele der Emigranten waren die USA (15 Personen), Brasilien (3), England (1) und Palästina (1). Am 10. November 1938 kam es durch die Nationalsozialisten zur Schändung der Synagoge und der Verbrennung der Inneneinrichtung mit Torarollen und Ritualien. Im September 1942 wurden die letzten jüdischen Einwohner in die Vernichtungslager des Ostens deportiert. Weiteren in Wieseck geborenen ober zeitweise lebenden jüdischen Schicksalen wurde bisher noch nicht gedacht.
| Bild                                                                           | Name                            | Standort                                                            | Verlegedatum  | Inschrift                                                                                            | Leben |
| ------------------------------------------------------------------------------ | ------------------------------- | ------------------------------------------------------------------- | ------------- | --- | --- |
| (Pate: Ev. Michaelsgemeinde Wieseck)                                           | Eva Katz, geb. Oppenheimer      | Gießener Straße 27 ·                                                | 22. Okt. 2009 | HIER WOHNTE EVA KATZ GEB. OPPENHEIMER JG. 1873 DEPORTIERT 1942 THERESIENSTADT ERMORDET 3.12.1942     | Eva Katz, geboren als Eva Oppenheimer, (* 17. Oktober 1873 in Langsdorf; † 3. Dezember 1942 in Theresienstadt) lebte seit ihrer Ehe mit dem Wiesecker Hermann Katz († September 1938) im Jahr 1895 in Wieseck. Aus der Ehe gingen zwei Söhne hervor: - Ludwig - Julius (Jurist; konnte mit Familie nach Brasilien auswandern) Sie wurde am 27. September 1942 ab Darmstadt nach Theresienstadt deportiert und am 3. Dezember 1942 ermordet. |
| (Pate: Ev. Michaelsgemeinde Wieseck)                                           | Lina Krittenstein, geb. Marx    | Gießener Straße 27 ·                                                | 22. Okt. 2009 | HIER WOHNTE LINA KRITTENSTEIN GEB. MARX JG. 1878 DEPORTIERT 1942 THERESIENSTADT ERMORDET 6.4.1943    | * 1878, deportiert am 27. September 1942 ab Darmstadt nach Theresienstadt, ermordet am 6. April 1943 |
| (Pate: Pfarrer i. R. Horst Deumer)                                             | Moritz Löwenstein               | Gießener Straße 80 ·                                                | 22. Okt. 2009 | HIER WOHNTE MORITZ LÖWENSTEIN JG. 1879 DEPORTIERT 1942 THERESIENSTADT ERMORDET 24.3.1943             | * 1879, Jüdisches Altersheim Frankfurt, deportiert am 18. August 1942 ab Frankfurt nach Theresienstadt, ermordet am 24. März 1943 |
| (Pate: Dieter Steil, Wieseck)                                                  | Meier Grünewald                 | Karl-Benner-Straße 3 · (ehem. Alicenstraße 3; 1872–1938 Synagoge) · | 22. Okt. 2009 | HIER WOHNTE MEIER GRÜNEWALD JG. 1873 DEPORTIERT 1942 THERESIENSTADT ERMORDET 8.11.1942               | * 1873, deportiert am 27. September 1942 ab Darmstadt nach Theresienstadt, ermordet am 8. November 1942 |
| (Pate: Dieter Steil, Wieseck)                                                  | Settchen Grünewald, geb. Nathan | Karl-Benner-Straße 3 · (ehem. Alicenstraße 3; 1872–1938 Synagoge) · | 22. Okt. 2009 | HIER WOHNTE SETTCHEN GRÜNEWALD GEB. NATHAN JG. 1874 DEPORTIERT 1942 THERESIENSTADT ERMORDET 7.3.1944 | * 1874, deportiert am 27. September 1942 ab Darmstadt nach Theresienstadt, ermordet am 7. März 1944 |
| (Paten: Ursula und Jürgen Schroeter, Wieseck; Friedrich-Ebert-Schule, Wieseck) | Hildegard Katz                  | Keßlerstraße 15                                                     | 26. Apr. 2008 | HIER WOHNTE HILDEGARD KATZ JG. 1932 DEPORTIERT 1942 ERMORDET IN TREBLINKA                            | * 1932, deportiert am 30. September 1942 ab Darmstadt nach Treblinka, ermordet |
| (Paten: Ursula und Jürgen Schroeter, Wieseck; Friedrich-Ebert-Schule, Wieseck) | Ludwig Katz                     | Keßlerstraße 15                                                     | 26. Apr. 2008 | HIER WOHNTE DR. LUDWIG KATZ JG. 1896 DEPORTIERT 1942 ERMORDET IN TREBLINKA                           | Ludwig Katz (* 9. Januar 1896 in Wieseck; † in Treblinka) war der Sohn von Eva und Hermann Katz. Der in Wieseck tätige Arzt wurde zusammen mit seiner Frau und Tochter am 30. September 1942 ab Darmstadt nach Treblinka deportiert und dort ermordet. Sein Bruder Julius überlebte den Holocaust durch Auswanderung. |
| (Paten: Ursula und Jürgen Schroeter, Wieseck; Friedrich-Ebert-Schule, Wieseck) | Sofie Katz, geb. Krittenstein   | Keßlerstraße 15                                                     | 26. Apr. 2008 | HIER WOHNTE SOFIE KATZ GEB. KRITTENSTEIN JG. 1906 DEPORTIERT 1942 ERMORDET IN TREBLINKA              | * 1906, deportiert am 30. September 1942 ab Darmstadt nach Treblinka, ermordet |
|                                                                                | Klara Katz, geb. Simon          | Kirchstraße 5                                                       | 22. Okt. 2009 | HIER WOHNTE KLARA KATZ GEB. SIMON JG. 1876 DEPORTIERT 1942 THERESIENSTADT ERMORDET 3.4.1944          | * 1876, deportiert am 27. September 1942 ab Darmstadt nach Theresienstadt, ermordet am 3. April 1944 |
|                                                                                | Lina Katz                       | Kirchstraße 5                                                       | 22. Okt. 2009 | HIER WOHNTE LINA KATZ JG. 1902 DEPORTIERT 1942 ERMORDET IN TREBLINKA                                 | * 1902, deportiert am 30. September 1942 ab Darmstadt nach Treblinka, ermordet |